# Eurytela hiarbas
Eurytela hiarbas is een vlinder uit de familie Nymphalidae. De wetenschappelijke naam van de soort is voor het eerst geldig gepubliceerd in 1782 door Dru Drury.